# Seznam leteckých nehod civilních strojů v Československu
Seznam leteckých nehod civilních strojů v Československu zahrnuje nehody českých i zahraničních letadel na území Československa.
Uvedeny jsou pouze nehody, u kterých došlo ke zranění či úmrtí, případně se jednalo o incident, při němž byl stroj značně poškozen a k újmě na zdraví nedošlo jen šťastnou náhodou.

## Letecké nehody na území Československa

### Legenda k tabulce
- zkratka „C“ pod mrtvými a zraněnými znamená cestující
- zkratka „P“ pod mrtvými a zraněnými znamená posádka – čímž se myslí piloti, stevardi nebo technici
- místo je bráno jako přibližná lokalita
- pokud je mezi obcemi lomítko, znamená to, že se nehoda udála mezi těmito obcemi
- pokud je mezi obcemi čárka, druhá obec je jen pro upřesnění (větší město poblíž, okresní město atp.)
- „?“ znamená, že informace není k dispozici, nebo nebyla dohledána
- „-“ znamená nulu
- pokud není informace o posádce a cestujících, jsou kolonky „C“ (cestující) a „P“ (posádka) spojeny
- seznam není úplný, vycházeno je z velkého množství zdrojů, ale ne všechny nehody je možné ověřit z více než jednoho zdroje

| Datum           | Místo                                           | Stroj                                              | Mrtví | Mrtví | Zranění | Zranění | Na palubě celkem | Foto              | Článek                              | Poznámky a reference |
| Datum           | Místo                                           | Stroj                                              | C     | P     | C       | P       | Na palubě celkem | Foto              | Článek                              | Poznámky a reference |
| --------------- | ----------------------------------------------- | -------------------------------------------------- | ----- | ----- | ------- | ------- | ---------------- | ----------------- | ----------------------------------- | --- |
| 14. 5. 1911     | Wiener Neustadt, A                              | Libelle                                            | -     | -     | 1       | 1       | 1                |                   |                                     | První český držitel pilotního diplomu Ing. Jan Čermák z Velkého Meziříčí byl zraněn. Příčinou havárie byla roztržená vrtule. (Popis události v knize Rudolfa Holeka – kronika prvního vojenského letce národnosti české, str. 24). |
| 23. 5. 1911     | Borek (Borkheide) u Berlína, D                  | Grade                                              | -     | -     | 1       | 1       | 1                |                   |                                     | První česká pilotka Božena Laglerová těžce zraněna. Příčinou havárie byla ztráta rychlosti při cvičení zatáček v letecké škole Hanse Gradeho. |
| 4. 5. 1919      | Ivanka pri Dunaji                               | Caproni 450                                        | 4     | 4     | -       | -       | 4                |                   | Letecká nehoda generála Štefánika   | † Milan Rastislav Štefánik a italská posádka |
| (7?)17. 5. 1919 | Plzeň                                           | B-5                                                | 1     | 1     | 1       | 1       | 2                |                   |                                     | † Josef Klíbr, zraněn Rudolf Polanecký Bohemia B-5 |
| 9. 9. 1921      | Praha-Kbely                                     | Aero A-8                                           | -     | -     | 1       | 1       | 1                |                   |                                     | zalétávací pilot Aera Rudolf Valenta zraněn při havárii prototypu, letadlo zničeno. (dle knihy Aero 1919–1999, str. 60) |
| 30. 10. 1922    | Skály (Teplice nad Metují)                      | Potez VII (F-FRAV)                                 | 2     |       | -       |         | 2                |                   |                                     | Nehoda na letecké lince Paříž–Praha – Varšava, pilotoval letecké eso 1. světové války † Paul d’Argueff (Pavel Argejev) ) |
| 27. 8. 1922     | Praha-Kbely                                     | Phöenix D II                                       | 1     | 1     | -       | -       | 1                |                   |                                     | † Rudolf Polanecký Bohemia B-5, |
| 1. 7. 1926      | Golčův Jeníkov                                  | De Havilland DH.50 (L-BAHF)                        | -     | -     | 1       | 1       | 1                |                   |                                     | Při letu Brno-Praha, nouzové přistání za špatné viditelnosti a s technickou závadou, letadlo zničeno, pilot Josef Sedlář lehce zraněn |
| 3. 7. 1926      | Praha-Ruzyně                                    | Caudron C-61 (F-AFBT)                              | 7     | 7     | -       | -       | 7                |                   |                                     | francouzské letadlo |
| 12. 9. 1926     | Jelení hřbet, Hrubý Jeseník                     | Potez XV A2                                        | 1     | 1     | 1       | 1       | 2                |                   |                                     | rumunské letadlo i pilot |
| ?. ?. 1927      | Plzeň                                           | ?                                                  | -     | -     | 2       | 2       | 2                |                   |                                     | pilot Ing. Seyček a mechanik Makrlík |
| 9. 5. 1929      | Eiterhagen (20 km JV od Kasselu)                | Avia BH-25 (L-BABD)                                | 1     | 2     | -       | -       | 3                |                   |                                     | Na pravidelné lince ČLS Praha-Mariánské Lázně-Kassel-Rotterdam, v 11:47 hodin, narazilo letadlo za špatného počasí do stromů tzv. Riedforstu, na kopci asi 400 m vysokém, východně Eiterhagenu. † Ondřej Leitkep (pilot), † Rufolf Holík (mechanik), † Franz Peters (cestující) |
| 15. 8. 1929     | ?                                               | B-10                                               | 2     | 2     | -       | -       | 2                |                   |                                     | † Max Šturm, † František Trnka (zemřel 9.9. 1929) |
| 7. 9. 1929      | Třitim                                          | Aero AB 11-9                                       | 2     | 2     | -       | -       | 2                | Informační tabule |                                     | Krátce po vzletu z vltavotýnského letiště letadlo asi ve výšce 100 metrů provedlo ostrou zatáčku, kterou se nepodařilo vyrovnat. Letoun se zřítil do pole a zaryl se vrtulí do pole. Po dopadnu vybouchla palivová nádrž a letoun shořel. V letounu zahynuli pilot-desátník Václav Beneš a pozorovatel-svobodník Václav Černý. |
| 31. 5. 1930     | Bojanov                                         | De Havilland DH.50 (L-BAHD)                        | -     | -     | 1       | 1       | 2                |                   |                                     | Nouzové přistání po vysazení motoru, letadlo těžce poškozeno, pilot ČSA Karel Brabenec nezraněn, mechanik Kupka utrpěl tržné zranění čela |
| 31. 5. 1930     | Horní Bojanovice, Hustopeče                     | DH-50A, L-BAHB                                     | ?     | ?     | ?       | ?       | ?                |                   |                                     | letoun ČSA zničen (Křídla nad Brnem) |
| 7. 6. 1930      | Otrokovice                                      | Junkers A 50 (D-1772)                              | 1     | 1     | 1       | 1       | 2                |                   |                                     | † neznámý, pilot Stodola |
| 22. 8. 1930     | Bedřichov u Jihlavy                             | Ford 5-AT-C Trimotor (OK-FOR)                      | 10    | 2     | 1       | -       | 13               |                   |                                     | Svoji činnost stroj ČSA ukončil tragicky dne 22. srpna 1930[2], kdy havaroval v Bedřichově u Jihlavy. Zahynuli oba členové posádky ve složení pilot Josef Sedlář a mechanik Josef Trafina a 10 z 11 cestujících, přežil prof. Kraus. |
| 19. 2. 1931     | Popelín                                         | Fokker F-VIIb                                      | -     | -     | 3       | 3       | 3                |                   |                                     | Na poli nedaleko Popelína nouzově přistálo holandské letadlo Fokker F-VIIb společnosti KLM. Letoun přepravoval poštu z Holandska do Indonésie. Byl pro mlhu donucen přistát na zasněženém poli a převrátil se. Tříčlenná posádka kapitán G.M.H. Frijns, druhý pilot P. P. Both a palubní inženýr C.A. Bruynesteyn, jen lehce zraněna. Letadlo bylo rozebráno, odvezeno a opraveno, ještě téhož roku však v Bangkoku tragicky havarovalo. |
| 6. 9. 1931      | Třebíč                                          | Aero A-18. 16, OK-ACN                              | 1     | 1     | -       | -       | 1                | Pomník            |                                     | † Václav Peřina, letoun Moravského aeroklubu, pomník na místě |
| 24. 4. 1932     | Otrokovice                                      | ?                                                  | 2     | 2     | -       | -       | 2                |                   |                                     | † František Morkus, pilot Baťových závodů, † František Hustoles vedoucí reklamního oddělení firmy Baťa. |
| 16. 5. 1932     | Klecany                                         | Messerschmitt BFW M23b, D-1849                     | 1     | 1     | -       | -       | 1                |                   |                                     | † Tassila von Schaumburg, německý pilot a akrobat. Pomník na hřbitově v Klecanech, pohřben v rodinné hrobce v zámecké kapli v Hořovicích. (dle publikace Letectví a město Plzeň, 2. díl) |
| 12. 7. 1932     | Otrokovice                                      | Junkers F. 13G (D-1608)                            | 2     | 2     | -       | -       | 2                |                   |                                     | při katastrofě zahynuli Tomáš Baťa a pilot Jindřich Brouček |
| 14. 8. 1932     | Podsedice                                       | De Havilland DH.50 (L-BAHB)                        | 4     | -     | -       | 1       | 5                |                   |                                     | Při leteckém dni MLL se při letu s publikem na palubě zřítilo letadlo asi 2 km od letiště. Letadlo bylo zničeno, čtyři cestující - porodní asistentka Julie Richterová, železničář Václav Hartman, obchodník Burger a sedlář Vysoký zahynuli na místě, pilot František Štrunc utrpěl vážná zranění |
| 14. 8. 1932     | Jemnice                                         | Aero A-14. 23, OK-AAX                              | 2 (3) | 2 (3) | 1       | 1       | 3 (4)            |                   |                                     | † dva cestující, pilot Vilém Kolařík zraněn. Havárie na leteckém dnu Masarykovy letecké ligy (dle publikace „Křídla nad Brnem“) |
| 11. 9. 1932     | Těrlicko                                        | RWD-6 (SP-AHL)                                     | 2     | 2     | -       | -       | 2                |                   |                                     | † František Źwirko, † Stanislaw Wigura, polští piloti letící na letecký den do ČSR autorem pomníku je akademický sochař Julius Pelikán |
| 7. 9. 1933      | Brno-Černovice                                  | Junkers F13.741, OK-ALH                            | -     | -     | -       | -       | 4                |                   |                                     | havárie po startu, pilot Lipovský, mechanik Vyhlídal a čtyři cestující nezraněni. (dle publikace „Křídla nad Brnem“) |
| 26. 6. 1934     | Karlovy Vary                                    | Letov Š-32 (OK-ADB)                                | 2     | 1     | -       | -       | 3                |                   |                                     | Let ČSA z pražských Kbel do Karlových Varů, letadlo se zřítilo z výšky přibližně 20 m asi 70 m před přistávací dráhou poté, co přišlo o směrové kormidlo a kýlovku. † pilot letadla Karel Tomíček a oba cestující - herec Max Pallenberg a továrník Skurník. |
| 17. 9. 1934     | Hradec Králové                                  | Š-18-Komár (OK-HAB)                                | 2     | 2     | -       | -       | 2                |                   |                                     | † pplk. Miloš Zelený, † plavkyně Fanuška (Fanča) Valentová, letoun královéhradeckého Aeroklubu |
| 16. 5. 1935     | letiště Brno                                    | Avia BH-11. 1 OK-LES                               | -     | -     | 1       | 1       | 1                |                   |                                     | pilot kpt. Jan Štěpán zraněn, letoun ARČS zrušen. Let z Bratislavy a náraz do střechy hangáru, padajícími troskami byl v hangáru lehce poškozen letoun Avia F-IX.5. (Josef František) |
| 24. 10. 1935    | u dvora Věžníky, Městečko                       | Fokker/Avia F.VIIb-3m (OK-ABT)                     | 0     | 0     | 4       | 4       | 9                |                   |                                     | nouzové přistání po vysazení motorů (zamrzlé karburátory), pilot Karel Balík, radiotelegrafista Augustin Korotvička a jeden cestující utrpěli oděrky, druhý cestující zlomené předloktí, letoun vymazán 10. 12. |
| 14. 4. 1936     | Plzeň-Bory                                      | Praga E-114                                        | 2     | 2     | -       | -       | 2                |                   |                                     | † instruktor Josef Čihák, † žák Vilém Kubík (dle publikace Letectví a město Plzeň, 2. díl) |
| 7. 5. 1936      | Světlá nad Sázavou (?)                          | Větroň EL-2-M Šedý vlk                             | 1     | 1     | -       | -       | 1                |                   |                                     | † rtm. Bedřich Chovanec |
| 25. 4. 1937     | Nový Jičín                                      | ?                                                  | 1     | 1     | -       | -       | 1                |                   |                                     | † Bohumír Janisch, sportovní pilot, pracovník Baťovy prodejny v Novém Jičíně, člen MLL ve Zlíně |
| 11. 9. 1937     | Bratislava-Vajnory                              | Fokker F.IXD (OK-AFF)                              | -     | -     | 3       | 3       | 5                |                   |                                     | Let ČSA z Bratislavy do Brna postihl krátce po startu požár na palubě, při návratu na letiště, během dojezdu letadla po přistání, z něj vyskákali oba cestující a II. pilot s telegrafistou, okénkem v kokpitu opustil letadlo jako poslední I. pilot - ke zraněním došlo po dopadu na letištní plochu. Posádku tvořil I. pilot Radoslav Selucký, II. pilot Jan Jeřábek a radiotelegrafista Antonín Rotbauer, cestující major Dembovský a Max Gutman |
| 11. 9. 1937     | vrch Křemenáč, Rychlebské hory                  | Junkers W 34 (D-ORUP)                              | 1     | 1     | 2       | 2       | 3                |                   |                                     | německé letadlo s německou posádkou, † F.Weghuber |
| 24. 12. 1937    | Huťská hora, Kašperské Hory                     | Wibault 283-T12 (F-AMYD)                           | 3     | 3     | -       | -       | 3                |                   |                                     | Air France |
| 23. 6. 1938     | Kozákov                                         | Větroň EL-2-M Šedý vlk                             | 1     | 1     | -       | -       | 1                |                   |                                     | † Karel Peroutka |
| 5.–6. 7. 1938   | Olomouc-Neředín                                 | Zlin XII, OK-LOM                                   | 1     | 1     | -       | -       | 1                |                   |                                     | † pilot Hanáckého aeroklubu František Martínek havaroval na vojenském letišti; v zatáčce ztratil rychlost ve výšce 150m a pád již nemohl vybrat. Dle knihy Zbyňka Čeřovského Katastrofy československého vojenského letectva 1918–1990, díl 1., vydání 2017, str. 105. Fotografie nehody jsou uvedeny v časopisu Novinky MPM, číslo 88, rok 2016. |
| 27. 5. 1943     | Výčapy-Opatovce, Sk                             | Zobor – 1, v.č.7, OK-SOG                           | 1     | 1     | -       | -       | 1                |                   |                                     | † pilot rot. Ján Kello, který přežil sestřel 25. 10. 1938, havaroval s letounem firmy Mráz Nitra (pobočka firmy Beneš-Mráz Choceň – za války však už bez Pavla Beneše). se stalo 25.5. 1943. Podle L+K 2006, č.9, str.49 pilot havaroval úmyslně z osobních důvodů. Pozn.: Zobor konstruktéra ing. Zdeňka Rubliče byl pokračováním vývoje Be-555 Superbibi a předchůdcem Sokola M1. |
| 5. 3. 1946      | Praha-Ruzyně                                    | Junkers Ju-52/3m (OK-ZDN)                          | 8     | 2     | 2       | 3       | 15               |                   |                                     | (kapitán letadla Karel Balík, válečný pilot RAF) |
| 30. 4. 1946     |                                                 | Heinkel 72 Kadet, OK-QHA                           | -     | -     | -       | -       | 2                |                   |                                     | posádka Ladislav Krejčí a Oskar Czpak nezraněna, letoun aeroklubu Brno zrušen. (dle publikace „Křídla nad Brnem“) |
| 9. 11. 1946     | Dobrovíz u Prahy                                | Douglas DC-3/C-47A-80-DL (OK-XDG)                  | -     | -     | 2       | 2       | 2                |                   |                                     | ČSA – letělo 13 cestujících + 5 posádka |
| 13. 2. 1947     | Dolany u Kladna                                 | Douglas DC-3/C-47A-DL (OK-XDU)                     | -     | 3     | -       | -       | 3                | Foto pomníčku     |                                     | ČSA – zkušební let † kpt. Jan Kuhl, † Josef Hainzel, † František Papáček |
| 7. 4. 1947      | Brno-Komín                                      | Piper Cub L 4, OK-XIX                              | 2     | 2     | -       | -       | 2                |                   |                                     | † Jaroslav Nykodým, † Stanislav Kubeš, letadlo aeroklubu |
| 24. 5. 1947     | Žďár nad Sázavou                                | Zlín Z-281 (OK-ZZH)                                | 2     | 2     | -       | -       | 2                |                   |                                     | letadlo a zaměstnanci firmy Baťa |
| 27. 7. 1948     | vrch Hůrka, Orlické Podhůří u obce Rviště       | Zlín 122,OK-AOB                                    | 3     | 3     | -       | -       | 3                |                   |                                     | Pfeiler-šéfpilot, Mílek-šéfpilot plachtařů a výkonný předseda, Ščučinský-člen aeroklubu., služebně z Prahy do Ostravy za Aeroklub OKD. Hůrka (Českotřebovská pahorkatina) |
| 20. 8. 1948     | hora Ještěd                                     | C-103                                              | 5     | 5     | -       | -       | 5                | Foto pomníčku     |                                     | † Václav Barborka, † Ján Padouch, † Josef Kroulík, † Vladimír Karmazín, † Antonín Husník |
| 27. 2. 1950     | hora Vysoká hole, Hrubý Jeseník                 | Douglas DC-3/C-47A-15-DK (OK-WDY)                  | 2     | 3     | 3       | 3       | 8                |                   |                                     | ČSA – letělo 27 cestujících + 4 posádka Historie létání v Jeseníkách |
| 30. 11. 1952    | vrch Bradlo, Vřesovice u Kyjova                 | Douglas DC-3/C-47A-75-DL (D-21)                    | 5     | 5     | -       | -       | 5                | Foto pomníčku     |                                     | Letecký dopravní pluk |
| 14. 1. 1954     | Hostivice u Prahy                               | Douglas DC-3/C-47A-1DK (OK-WDS)                    | 9-11  | 4     | -       | -       | 13-16            |                   |                                     | ČSA |
| 12. 12. 1954    | Pezinok, Bratislava, Slovensko                  | Douglas DC-3/C-47A-10-DK (OK-WDK)                  | 4     | 4     | -       | -       | 4                |                   |                                     | ČSA – nákladní |
| 23. 12. 1954    | Bratroňov, Havlíčkův Brod                       | Lisunov LI-2 (HA-LII)                              | -     | -     | 1       | 1       | 1                |                   |                                     | Maďarské aerolinie Malév, letělo 14 cestujících + 5 členů posádky. Nouzové přistání, letoun byl odepsán. |
| 23. 12. 1954    | Černé Voděrady, Říčany                          | Lisunov LI-2 (HA-LIF)                              | -     | -     | 1       | 1       | 1                |                   |                                     | Maďarské aerolinie Malév, letělo 28 cestujících + 5 členů posádky. Nouzové přistání, letoun byl odepsán. |
| 18. 1. 1956     | hora Škapova, Levočské vrchy, Poprad, Slovensko | Douglas DC-3/C-47A-20-DL (OK-WDZ)                  | 18    | 4     | 4       | -       | 26               |                   |                                     | ČSA, letělo 22 cestujících + 4 posádka Aviation Safety, Poprad |
| 15. 7. 1956     | Valašské Meziříčí                               | K-65 Čáp, OK-AGO                                   | -     | -     | -       | -       | -                |                   |                                     | letoun aeroklubu Brno zrušen. (dle publikace „Křídla nad Brnem“) |
| 8. 8. 1957      | Praha-Kbely                                     | Orličan L-60 Brigadýr                              | 1     | 1     | ?       | ?       | ?                |                   |                                     | předváděcí let VZLÚ, † Ľudovít Dobrovodský |
| 8. 11. 1957     | Praha-Ruzyně                                    | Iljušin Il-14 (OK-LCE)                             | ?     | ?     | ?       | ?       | ?                |                   |                                     | ČSA |
| 20. 1. 1960     | Praha-Ruzyně                                    | Iljušin Il-12 (OK-DBG)                             | ?     | ?     | ?       | ?       | ?                |                   |                                     | ČSA |
| 15. 5. 1960     | Kroměříž                                        | L-60, OK-MTB                                       | 2     | 2     | 1       | 1       | 3                |                   |                                     | † náčelník aeroklubu Karel Kotek, † Gustav Koubek, Miroslav Čížek zraněn. Letoun kroměřížského aeroklubu odstartoval se zajištěnými křidélky a havaroval ještě na letišti |
| 2. 1. 1961      | Hostivice u Prahy                               | Avia Av-14-32A/Iljušin Il-14M (OK-MCZ)             | 10    | 10    | -       | -       | 10               |                   |                                     | ČSA Aviation Safety, Hostivice |
| 16. 4. 1961     | Šubířov                                         | Z-26, OK-FID                                       | 2     | 2     | -       | -       | 2                |                   |                                     | † Stanislav Dudík, † Oldřich Klapec. Letoun kroměřížského aeroklubu v nízké oblačnosti narazil do kopce Lavičná |
| 25. 4. 1961     | Rajnochovice                                    | L200A, OK-OFJ                                      | 5     | 5     | 0       | 0       | 5                |                   |                                     | Havárie aerotaxi pod vrcholem Kelčského Javorníku při letu z Nových Zámků do Ostravy. Zahynuli Ján Višňovec 17.7.1924 (Pilot), Jozef Mikuláš 4.11.1925, Štefan Ružic 19.11.1925, Peter Bukovič 21.8.1925, Ing. Michal Molnár 27.4.1920. |
| 10. 10. 1962    | Újezd u Brna, Brno                              | Avia Av-14-32A/Il-14M (OK-MCT)                     | 8-11  | 3     | 27      | 1       | 39-42            |                   |                                     | ČSA – pilotovi se nepodařilo přistát se 4 roky starým strojem Avia 14-32A kvůli špatné viditelnosti na Brněnském letišti při letu OK306 vedoucí z Košic, přes Bratislavu a Brno do Prahy. Letoun odlétl z Bratislavy v 8:34, při přiblížení pilot o 3 km špatně odhadl vzdálenost od letiště a ve výšce asi 280 metrů narazil do kopce Špidláky (poblíž města Slavkov) vysokého 307 metrů, letadlo se rozlomilo a začalo hořet |
| 1. 3. 1964      | Praha-Ruzyně                                    | Iljušin Il-18 (HA-MOF)                             | ?     | ?     | ?       | ?       | ?                |                   |                                     | společnost Malév – při přistání letoun sjel z přistávací dráhy |
| 28. 6. 1966     | vrch Osadník, Slovenský kras                    | Morava L-200                                       | 3     | 3     | -       | -       | 3                |                   |                                     | náraz v mlze do pohoří, služební cesta pracovníků Tesla Pardubice do Košic, † Josef Lichtenberg, † Josef Řezáč, † Jaroslav Urválek |
| 28. 7. 1966     | Lázně Štos, JV Sk                               | L-200 Morava                                       | ?     | ?     | ?       | ?       | ?                |                   |                                     | † Václav Novák, pilot aerotaxi. (dle publikace „Křídla nad Brnem“) |
| 13. 9. 1966     | Třebovice okr.Ústí nad Orlicí                   | L 200 Morava                                       | 4 ?   | 4 ?   | -       | -       | 4 ?              |                   |                                     | Aerotaxi ze Dvora Králové zdroj osobní informace, pomníkyletců.cz |
| 24. 11. 1966    | vrch Sakrakopec, Rača, Bratislava               | Iljušin Il-18B TABSO (LZ-BEN)                      | 82    | 82    | -       | -       | 82               |                   | Let TABSO LZ101                     | Bulharský letoun,Aviation accidents, Rača |
| 11. 7. 1967     | Strání                                          | L-200 Morava (OK-OFD)                              | 3     | 3     | -       | -       | 3                |                   |                                     | ČSA pád do lesa pod Velkou Javořinou v důsledku mlhy. |
| 11. 10. 1968    | Ptice, u Kladna                                 | Avia Av-14-32A/Iljušin Il-14M (OK-MCJ)             | 8     | 3     | 29      | -       | 40               |                   |                                     | ČSA – 11. října 1968 v 16:20 se zřítilo krátce po vzletu, 7 km od Ruzyňského letiště letadlo Avia 14-32A/Iljušin Il-14 (OK-MJC) letící do Košic. Na palubě bylo 40 lidí, z nichž 11 zahynulo. Leopold Šrom (pilot) |
| 5. 12. 1969     | Praha-Ruzyně                                    | Boeing 707-337B (VT-DVA)                           | ?     | ?     | ?       | ?       | ?                |                   |                                     | Air India[zdroj?] |
| 26. 1. 1972     | Srbská Kamenice                                 | McDonnell Douglas DC-9-32 (YU-AHT)                 | 23    | 4     | -       | 1       | 28               |                   | Let JAT 367                         | JAT – Jugoslovenski Aerotransport, Vesna Vulović |
| 12. 9. 1972     | Karlovy Vary                                    | Avia Av-14-32A/Iljušin Il-14M (OK-MCG)             | -     | -     | ?       | ?       | ?                |                   |                                     | ČSA, přistání bez podvozku |
| 19. 2. 1973     | Praha-Ruzyně                                    | Tupolev 154 (CCCP-85023)                           | 62    | 4     | 25      | 9       | 100              |                   | Let Aeroflot 141                    | Aeroflot, stroj dosedl před prahem dráhy |
| 29. 9. 1973     | ?                                               | Iljušin Il-14                                      | ?     | ?     | ?       | ?       | ?                |                   |                                     | [zdroj?] |
| 1. 11. 1974     | Trenčín                                         | Z-726                                              | ?     | ?     | ?       | ?       | ?                |                   |                                     | [zdroj?] |
| 8. 11. 1974     | Brno-Tuřany, Praha-Ruzyně                       | Boeing 737-200 (7T-VEG)                            | -     | -     | -       | -       | -                |                   | Letiště Brno-Tuřany, Letecké nehody | Air Algeéie |
| 1. 1. 1975      | Vrbické pleso, Sk                               | Mi-8, B-8223                                       | -     | -     | -       | -       | -                |                   |                                     | luxusní vrtulník Ministerstva vnitra pro přepravu významných pasažérů, pilot Milan Fabík úmyslně přistál na zamrzlou hladinu a opustil vrtulník. Led se prolomil a prázdný stroj klesl pod hladinu. Byl vyzdvižen a zrušen. Dle časopisu Letectví a kosmonautika, červen 2008, str. 58 |
| 16. 7. 1975     | Čáry/Kúty, Slovensko                            | Antonov AN-2                                       | 1     | 1     | -       | -       | 1                |                   |                                     | Polský stroj s polským pilotem byl sestřelen při pokusu o přelet do Rakouska, † Dioniz B. |
| 30. 10. 1975    | Praha-Suchdol                                   | McDonnell Douglas DC-9-32 (YU-AJO)                 | 71    | 4     | 44      | 1       | 120              |                   | Let JP 450                          | Nejhorší letecká nehoda na českém území, havaroval letoun Douglas DC-9 společnosti Inex Adria Aviopromet. Aviation accidents, Suchdol |
| 28. 7. 1976     | jezero Zlaté Piesky, Bratislava                 | Iljušin Il-18B (OK-NAB)                            | 70    | 6     | 3       | -       | 79               |                   | Let ČSA 001                         | ČSA |
| 21. 9. 1976     | Hruštín, Sk                                     | L-40 Meta Sokol (OK-MMO)                           | 1     | 1     | -       | -       | 1                |                   |                                     | † Ing. Květoslav Topolnický z Aeroklubu Brno-Slatina. (dle publikace „Křídla nad Brnem“) |
| 2. 1. 1977      | Praha-Ruzyně                                    | Tupolev Tu-134A (OK-CFD) a Iljušin Il-18B (OK-NAA) | -     | -     | -       | 1       | 64               |                   |                                     | Letadlo Tu-134 ČSA letělo z Leningradu (dnešního Petrohradu) s 48 lidmi na palubě, při finále na dráhu 31 si v mlze piloti všimli Iljušinu Il-18 ČSA na dráze (letící do Bratislavy s 15 lidmi), v posledním okamžiku stihli letoun zvednout a Iljušinu utrhnuli jen směrovku. Tupolev se zřítil několik metrů opodál, následně sjel mimo dráhu a bez křídel a podvozku jel po sněhu. Po zastavení lidé vystoupili, nikdo z letiště nejprve nic nezaregistroval a nehoda byla zatajena – nepsalo se o ní v médiích a poničené letadlo bylo použito při cvičení hasičů a následně bylo spáleno. Příčinou bylo střídání dispečerů, jeden z nich na něj přišel pozdě a nedostal informaci o letounu Il-18 na dráze. Nikdo nezemřel, bylo ohlášeno jen jedno zranění. - |
| 28. 1. 1977     | Trnava                                          | ?                                                  | 1     | 1     | -       | -       | 1                |                   |                                     | † Vlastimil David |
| 11. 2. 1977     | Bratislava                                      | Avia Av-14T (OK-OCA)                               | -     | -     | 2       | 3       | 5                |                   |                                     | ČSA, poslední smrtelná nehoda ČSA. |
| 4. 10. 1977     | Záskalí/Hodkovice nad Mohelkou                  | Morava L-200                                       | 4     | 4     | -       | -       | 4                |                   |                                     | † Zdeněk Kopecký, † Zdeněk Běhounek, † Zdeněk Nosek, † Rudolf Matula |
| 10. 9. 1978     | Brno-Medlánky                                   | Vírník                                             | 1     | 1     | -       | -       | 1                |                   |                                     | † Jaroslav Šimek |
| 13. 3. 1981     | úpatí kopce u obce Hostim                       | Z-37A                                              | 1     | 1     | -       | -       | 1                |                   |                                     | † pilot ing.Jirí Hronovský, věk 37 |
| 21. 10. 1981    | Praha-Ruzyně                                    | Tupolev TU-154B (HA-LCF)                           | -     | -     | 24      | 24      | 24               |                   |                                     | Malév |
| 27. 8. 1982     | Strachotice u Znojma                            | AN-2R, OK-KIM                                      | -     | -     | ?       | ?       | ?                |                   |                                     | pokus dvou rodin o úlet do Rakouska zcizeným práškovacím letadlem. Pro špatný postup pilota motor po startu vysadil, letadlo zničeno. Dle časopisu Hobby historie, č. 20 |
| 21. 3. 1983     | Zahradnice u Olbramovic                         | Mil Mi-2 (OK-HIV)                                  | 1     | 1     | -       | -       | 1                |                   |                                     | Slov-Air |
| 17. 11. 1990    | Dubenec, Dvůr Králové                           | Tupolev TU-154M (CCCP-85664)                       | -     | -     | -       | 6       | 6                |                   |                                     | Aeroflot, nákladní let osobního letadla |
| ?. 3. 1991      | Praha-Točná                                     | Let L-13 Blaník (OK-1813)                          | -     | -     | 2       | 2       | 2                |                   |                                     | [zdroj?] |
| 23. 2. 1992     | Smědavská hora, Jizerské hory                   | Cessna a Piper                                     | 4     | 4     | -       | -       | 4                |                   |                                     | 2 francouzská letadla, viz Smědavská hora |
| 22. 4. 1992     | Habrůvka, Blansko                               | MBB Bö-105CBS (B-5763)                             | -     | -     | 1       | 1       | 1                |                   |                                     | Letecká služba Federálního policejního sboru |